# Кузійський заповідний масив
Кузі́йський запові́дний маси́в (інші назви — Кузій-Трибушанський масив, Кузій) — заповідна територія у складі Карпатського біосферного заповідника. 
Площа 4925 га. Утворений 1974 року (спочатку як ландшафтний заказник). Перебуває у віданні: Карпатський біосферний заповідник. 
Розташований у межах лісового пояса на південно-східних відногах Свидівецького масиву (за геологічними особливостями належить до Мармароського кристалічного масиву). Обмежений річкою Тисою (зі сходу і півдня) та долиною річки Косівської (із заходу). Найвищі вершини — Лисина (1409 м), Менчул (1242 м), Кимпа, або Темпа (1089 м), Полонська (1087 м). У південній частині масиву розташована смуга юрських мармуроподібних вапняків, що утворюють численні скелі, серед яких виділяється скеля Соколине Бердо. 
Кузійський заповідний масив входить до складу транскордонного природного об'єкта Древні та первісні букові ліси Карпат та інших регіонів Європи, що складається з 78 окремих масивів, які розташовані на території 12 країн. Об'єкт Всесвітньої спадщини ЮНЕСКО. Тут найкраще зберігся неоціненний генофонд бука лісового (Fagus sylvatica) та ряду інших видів з його ареалу. Букові праліси Карпат є надзвичайно важливими для розуміння повної картини історії та еволюції роду бука (Fagus), який завдяки своїй поширеності у північній півкулі є глобально важливим. Бук є однією із найважливіших складових помірних широколистяних лісів, які колись займали 40 відсотків території Європи. 
Кузійський масив відрізняється від сусідніх масивів своїми кліматичними умовами та характером рослинності. Тут закінчується суцільне поширення дубово-букових лісів. Специфічні кліматичні умови, що створилися під впливом теплих повітряних мас з Верхньотисинської улоговини, сприяють поширенню у цьому районі теплолюбних видів рослин. Основну площу займають буково-дубові й букові ліси, інколи з домішками граба, клена польового та черешні. Подекуди поширені смерекові зони. Трав'яний покрив утворюють маренка запашна, зубниця бульбиста, дзвоники карпатські, з рідкісних трапляється айстра альпійська, занесена до Червоної книги України. Відповідно до мікрокліматичних умов на південно-західному схилі гори Темпа сформувалась буково-ялицева діброва на висотній межі поширення дуба скельного і ялиці. В окремих місцях на вапняках є тисові бучини, де поодиноко зростає тис ягідний (занесений до Червоної книги України). 
Серед земноводних трапляються саламандра плямиста, тритон карпатський, жаба трав'яна і кумка гірська. З хижаків є лисиця і куниця лісова, зрідка ведмідь, рись, кіт лісовий. Водяться дикий кабан, сарна. Наявні на території масиву тектонічні печери та покинуті штольні служать притулками для 8 видів кажанів, з яких чотири рідкісні — нічниця довговуха, широковух звичайний, підковоніс великий та підковоніс малий. З птахів водяться беркути та рідкісні види дятлів. 
На території масиву розташовані цікаві туристичні об'єкти:
- Полонсько-Кузійський водоспад
- Водоспад Лихий
- Водоспад Кам'яний
- Скеля Соколине Бердо
- Покинуті залізорудні штольні

## Світлини

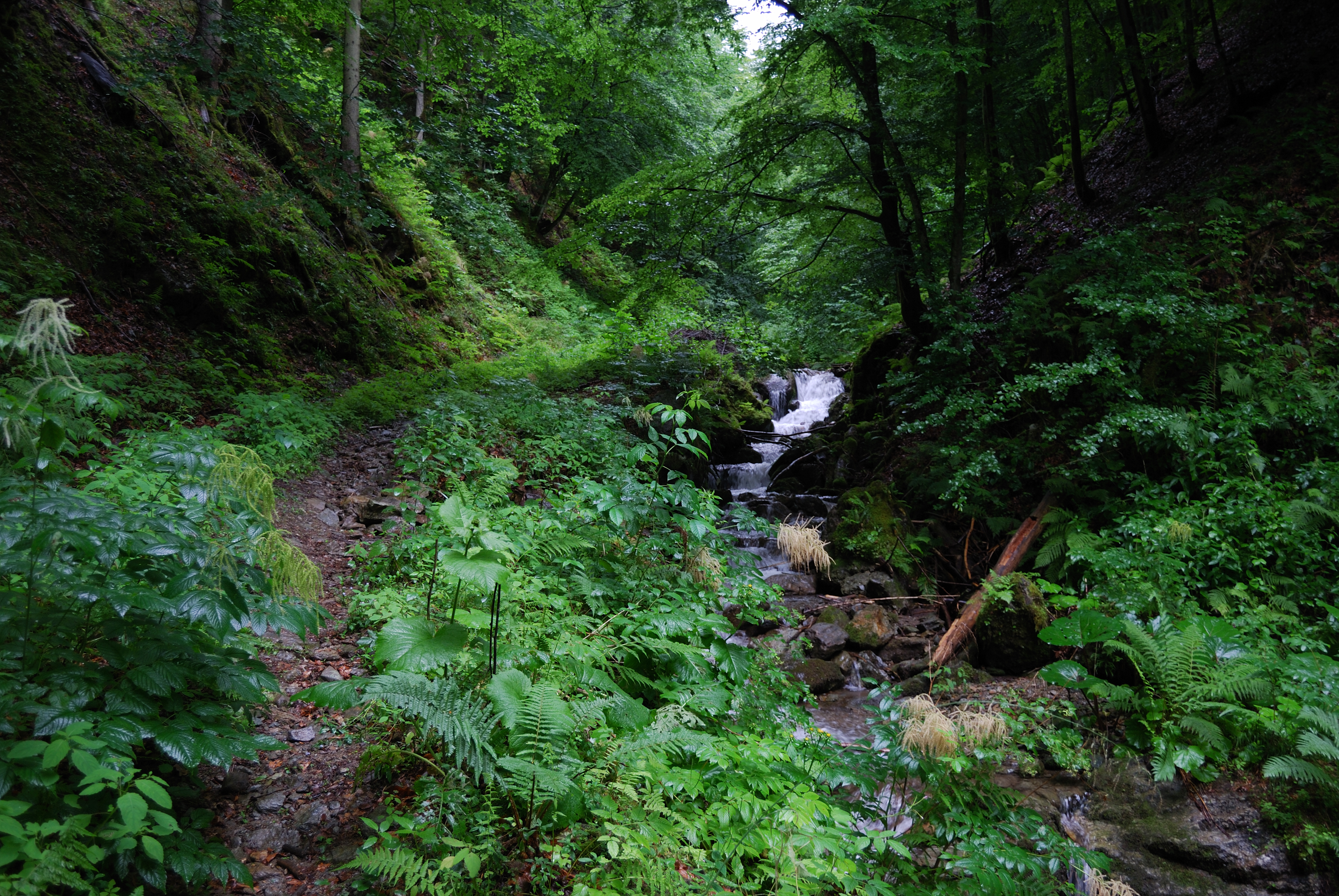
Потічок у масиві
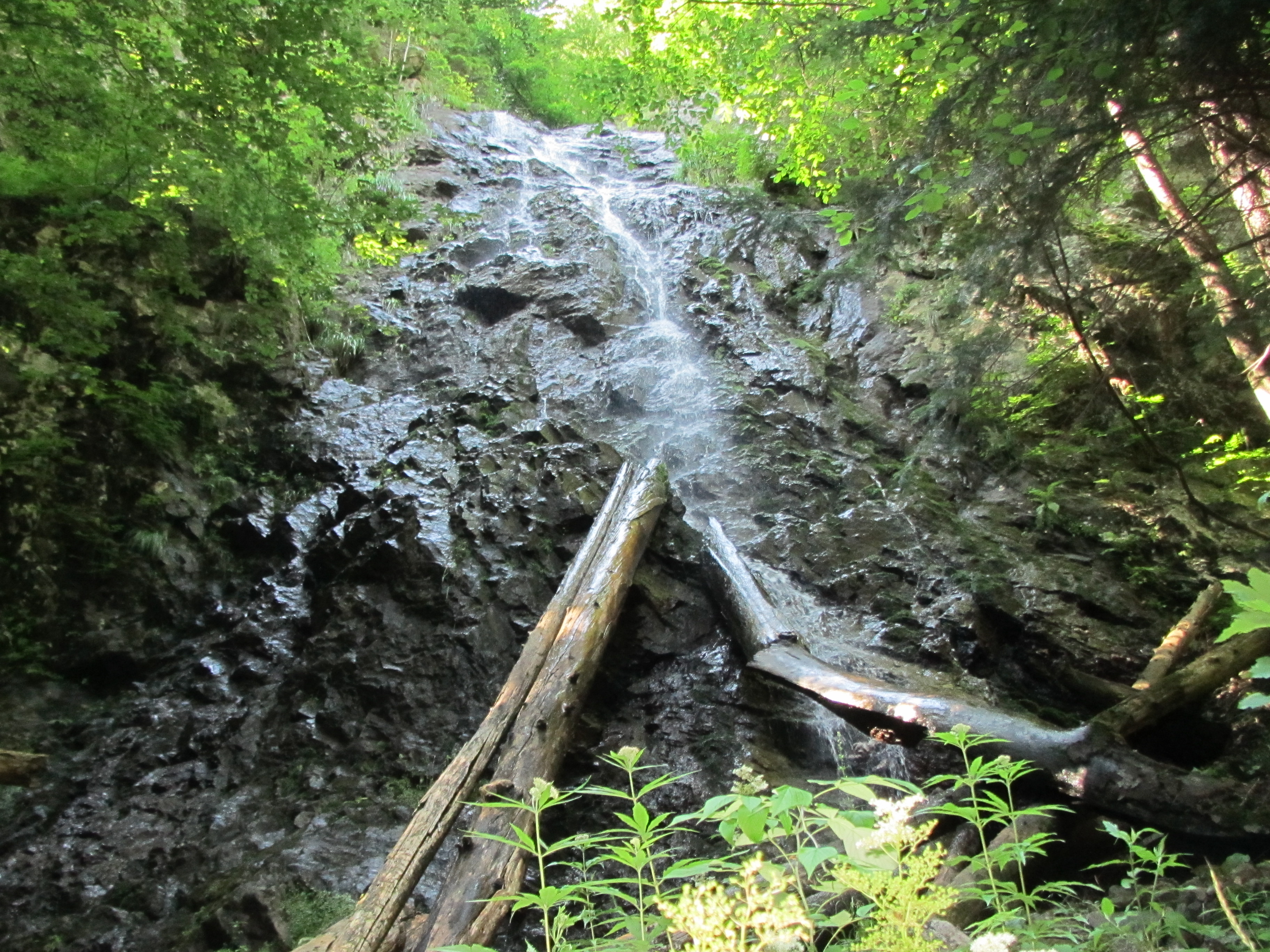
Водоспад Лихий
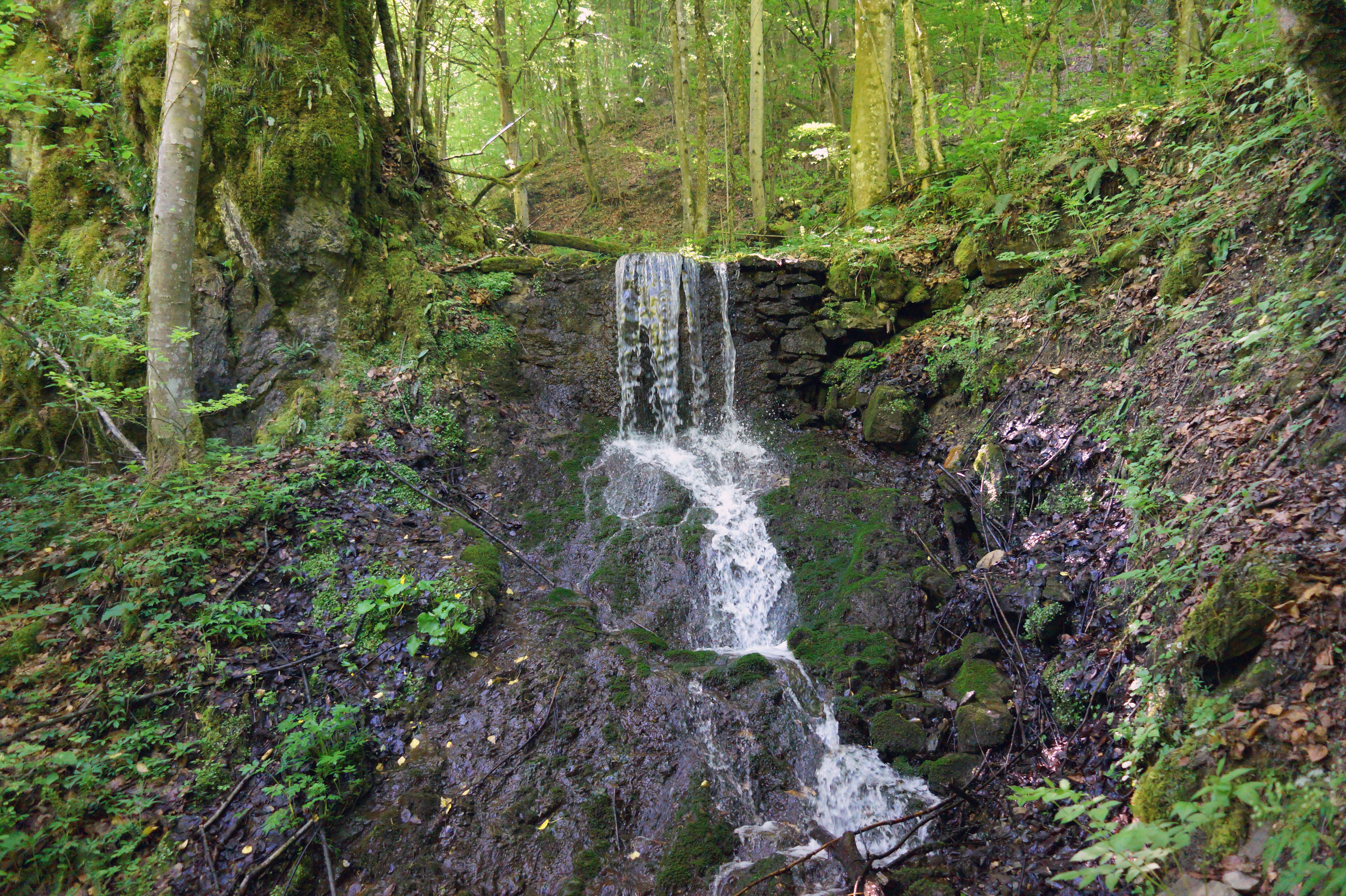
Полонсько-Кузійський водоспад
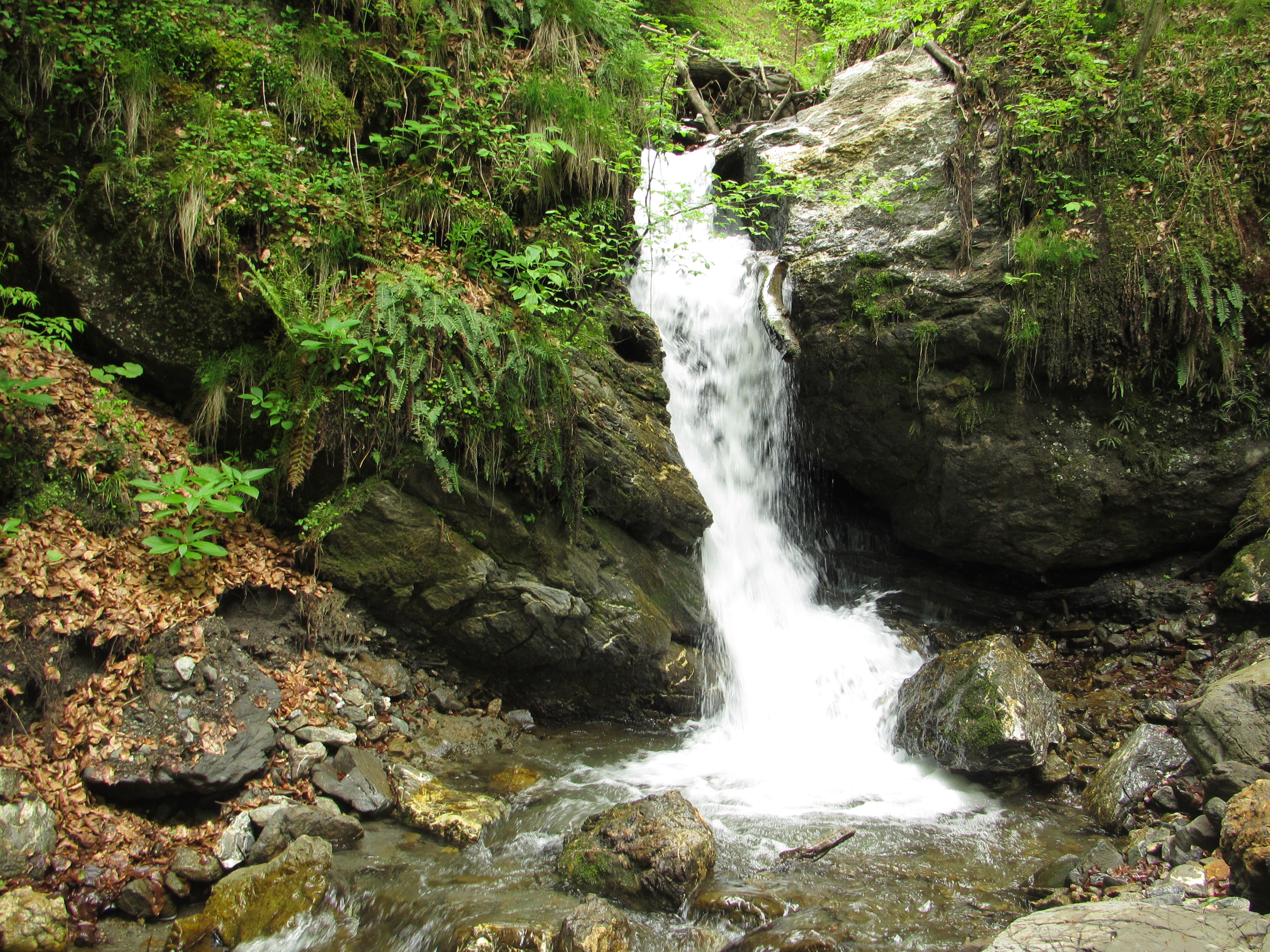
Водоспад Кам'яний
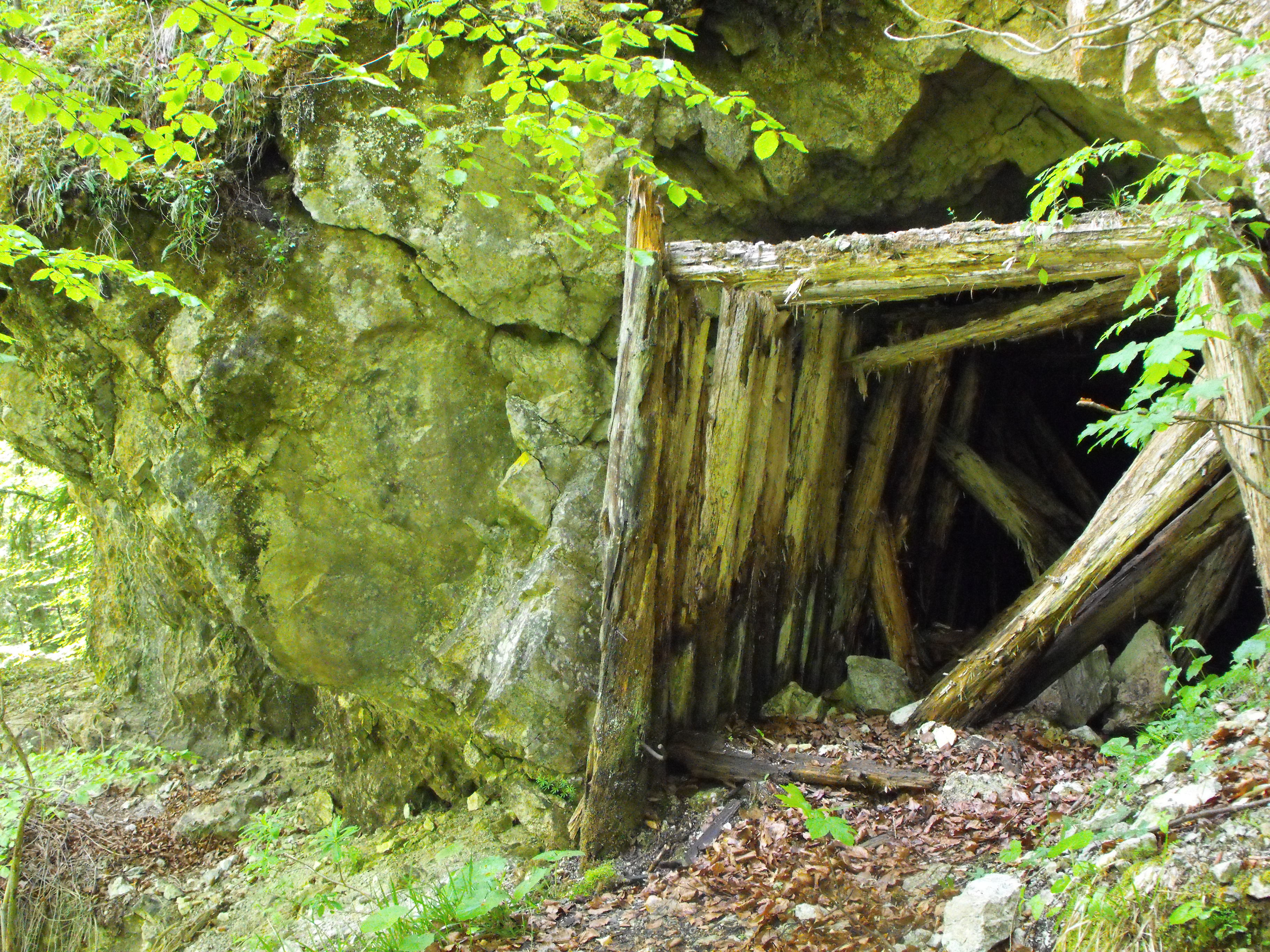
Стара штольня